# کنفرانس بین‌المللی بینایی رایانه‌ای
کنفرانس بین‌المللی بینایی رایانه‌ای (به انگلیسی International Conference on Computer Vision به اختصار ICCV یا آی‌سی‌سی‌وی) یک کنفرانس تحقیقاتی است که توسط موسسه مهندسین برق و الکترونیک هر سال برگزار می‌شود. این کنفرانس در کنار کنفرانس بینایی ماشین و تشخیص الگو و کنفرانس اروپایی بینایی رایانه یکی از برترین کنفرانس‌ها در بینایی کامپیوتر است. این کنفرانس در سال‌هایی برگزار می‌شود که ECCV برگزار نمی‌شود.
کنفرانس معمولاً بین چهار تا پنج روز طول می‌کشد. به‌طور معمول، متخصصان در حوزه‌های متمرکز در روز اول صحبت‌های آموزشی ارائه می‌دهند، سپس جلسات فنی (و جلسات پوستر به صورت موازی) دنبال می‌شوند. کنفرانس‌های اخیر همچنین دارای تعداد فزاینده ای از کارگاه‌های متمرکز و یک نمایشگاه تجاری بوده‌است.

## جوایز

### جایزه یک عمر دستاورد آزریل روزنفلد
جایزه آزریل روزنفلد، یا جایزه یک عمر دستاورد علمی آزریل روزنفلد به محققانی اعطا می‌شود که در طول حرفه خود سهم قابل توجهی در پیشرفت بینایی کامپیوتر داشته‌اند. این جایزه به افتخار آزریل روزنفلد، ریاضیدان و دانشمند علوم رایانه، نامگذاری شده‌است. افراد زیر این جایزه را دریافت کرده‌اند:
| سال  | برنده (های)       |
| ---- | ----------------- |
| ۲۰۱۹ | شیمون اولمن       |
| ۲۰۱۷ | توماسو پوجو       |
| ۲۰۱۵ | اولیویه فوگراس    |
| ۲۰۱۳ | یان کوندرینک      |
| ۲۰۱۱ | توماس هوانگ       |
| ۲۰۰۹ | برتولد کی پی هورن |
| ۲۰۰۷ | تاکئو کاناده      |

### جایزه هلمهولتز
جایزه هلمهولتز، که تا قبل از سال ۲۰۱۳ به عنوان جایزه تست زمان شناخته می‌شد، هر سال در آی‌سی‌سی‌وی اهدا می‌شود و مقالات آی‌سی‌سی‌وی مربوط به ده سال یا بیشتر قبل از آن را که تأثیر قابل توجهی بر تحقیقات بینایی رایانه داشته‌اند، به رسمیت می‌شناسد. برندگان این جایزه توسط کمیته فنی مؤسسه مهندسان برق و الکترونیک در مورد تحلیل الگو و هوش ماشینی انتخاب می‌شوند. این جایزه به نام هرمان فون هلمهولتز، پزشک و فیزیکدان قرن نوزدهم نامگذاری شده‌است، و جایزه آی‌سی‌سی‌وی ربطی به جوایز مختلف هلمهولتز در رشته فیزیک، یا جایزه هرمان فون هلمهولتز در علوم اعصاب ندارد.

### جایزه مار
در آی‌سی‌سی‌وی، جایزه بهترین مقاله جایزه مار نامیده می‌شود که به نام دانشمند اعصاب بریتانیایی دیوید مار نامگذاری شده‌است.

### جایزه مارک اورینگهام
جایزه مارک اورینگهام جایزه ای است که به یادبود مارک اورینگهام فقید، سالانه توسط کمیته فنی تحلیل الگو و هوش ماشینی مؤسسه مهندسان برق و الکترونیک در کنفرانس بین‌المللی بینایی رایانه یا کنفرانس اروپایی بینایی رایانه اعطا می‌شود. مارک اورینگهام یکی از «ستاره‌های نوظهور بینایی کامپیوتر» بود و هدف از اهدای این جایزه تشویق دیگران به دنبال کردن راه او و تلاش برای پیشرفت بیشتر بینایی رایانه است. این جایزه به محقق یا تیمی از محققان تعلق می‌گیرد که سهم فداکارانه ای را برای سایر اعضای جامعه بینایی کامپیوتر داشته باشند. جایزه مارک اورینگهام برای ارزیابی دقیق (به انگلیسی Mark Everingham Prize for Rigorous Evaluation) جایزه ای بود که در سال ۲۰۱۲ در کنفرانس بینایی ماشین بریتانیا اعطا شد.

### جایزه پژوهشگر ممتاز پی‌ای‌ام‌آی
جایزه پژوهشگر ممتاز پی‌ای‌ام‌آی (تا سال ۲۰۱۳ به نام جایزه محقق مهم شناخته می‌شد) به نامزدهایی اعطا می‌شود که مشارکت‌های تحقیقاتی آنها به‌طور قابل توجهی به پیشرفت بینایی رایانه کمک کرده‌است. جوایز بر اساس مشارکت‌های تحقیقاتی اصلی و همچنین نقش آن مشارکت‌ها در تأثیرگذاری و الهام بخشیدن به تحقیقات دیگر اهدا می‌شوند. نامزدها توسط جامعه معرفی می‌شوند. افراد زیر این جایزه را دریافت کرده‌اند:
| سال  | برنده (های)                   |
| ---- | ----------------------------- |
| ۲۰۱۹ | ویلیام تی فریمن، شری نایار    |
| ۲۰۱۷ | لوک ون گول، ریچارد شلیسکی     |
| ۲۰۱۵ | یان لکون، دیوید لو            |
| ۲۰۱۳ | جیتندرا مالیک، اندرو زیسرمن   |
| ۲۰۱۱ | کاتسوشی ایکوچی، ریچارد هارتلی |
| ۲۰۰۹ | اندرو بلیک                    |
| ۲۰۰۷ | دمتری ترزوپولوس               |

## لیست کنفرانس
این کنفرانس معمولاً در فصل بهار در مکان‌های مختلف بین‌المللی برگزار می‌شود.
| سال  | محل                          |
| ---- | ---------------------------- |
| ۲۰۲۱ | مونترال، کانادا مجازی/آنلاین |
| ۲۰۱۹ | سئول، کره                    |
| ۲۰۱۷ | ونیز، ایتالیا                |
| ۲۰۱۵ | سانتیاگو، شیلی               |
| ۲۰۱۳ | سیدنی، استرالیا              |
| ۲۰۱۱ | بارسلونا، اسپانیا            |
| ۲۰۰۹ | کیوتو، ژاپن                  |
| ۲۰۰۷ | ریودوژانیرو، برزیل           |
| ۲۰۰۵ | پکن، چین                     |
| ۲۰۰۳ | نیس، فرانسه                  |
| ۲۰۰۱ | ونکوور، کانادا               |
| ۱۹۹۹ | کورفو، یونان                 |
| ۱۹۹۸ | بمبئی، هند                   |
| ۱۹۹۵ | بوستون، ماساچوست             |
| ۱۹۹۳ | برلین، آلمان                 |
| ۱۹۹۰ | اوزاکا، ژاپن                 |
| ۱۹۸۸ | تامپا، فلوریدا               |
| ۱۹۸۷ | لندن، انگلستان               |